# Elise Reimarus
Elise Reimarus (va néixer el 22 de gener de 1735 a Hamburg, i va rebre el nom de Margaretha Elisabeth Reimarus – va morir el 2 de setembre de 1805, Hamburg) era una escriptora, educadora i traductora alemanya.
Va ser amfitriona de salons. Filla de Johanna Friederike i Hermann Samuel Reimarus  i germana de Johann Albert Heinrich Reimarus.
Elise Reimarius era coneguda com una de les dones més erudites d'Hamburg i mantenia correspondència per carta amb importants intel·lectuals del seu temps, entre els quals s'inclouen Moses Mendelssohn, Gotthold Ephraim Lessing, Friedrich Heinrich Jacobi, o Carl Leonhard Reinhold. També era amiga personal d'una altra educadora, Caroline Rudolphini.
Reimarus va publicar traduccions de l'anglès i francès, a més de diverses obres originals. Va traduir a l'alemany Zaïre de Voltarie i Cénie de Graffigny. Entre les seves obres originals destaquen els diàlegs didàctics que van dirigits a nens. A més distribuïa els seus poemes i manuscrits entre les seves amistats. Ocultava la seva identitat sota l'anonimat, inicials o pseudònims. També va escriure sobre teoria política i promovia la tolerància religiosa.
El saló literari de la família de Reimarus va ser un dels precursors dels salons freqüentats per artistes, escriptors, polítics i intel·lectuals durant el Romanticisme Alemany. Malgrat que va rebre nombroses propostes de matrimoni, mai es va casar.